# RUM-139 VL-ASROC
Die RUM-139 VL-ASROC ist eine Anti-U-Boot-Rakete der United States Navy, die von Lockheed Martin als Nachfolger der RUR-5 ASROC produziert wird. Die RUM-139 trägt einen Mark-46-Leichtgewichtstorpedo und fliegt das Ziel zunächst über Wasser an, sprengt in Zielnähe ihr Raketentriebwerk ab und setzt den Torpedo per Fallschirm im Wasser ab. Dieser legt die verbleibende Strecke bis zum Ziel unter Wasser zurück.

## Beschreibung
Anfang der 1980er Jahre suchte die US Navy eine Nachfolgewaffe für die Anti-U-Boot-Raketen RUR-5 ASROC und UUM-44 Subroc. Ziel war es, ein einheitliches Waffensystem zu entwickeln, das von Überwasserkriegsschiffen und U-Booten aus eingesetzt werden kann. Daraus entstand zunächst das RUM/UUM-125-Programm, mit dem Boeing 1982 beauftragt wurde. Da es in der US Navy frühzeitig Zweifel daran gab, dass die UUM-125 sich auch als RUM-Flugkörper einsetzen ließ, beauftragte man bereits 1983 die Goodyear Aerospace Company, den RUR-5-ASROC-Flugkörper an das neue Mark-41 Vertical Launch System anzupassen. Goodyear modifizierte zunächst einen solchen Flugkörper, indem es diesen mit einem steuerbaren Feststoff-Booster ausrüstete und eine digitale Flugsteuerung hinzufügte. Als Gefechtskopf kam weiterhin ein Mark-46-Leichtgewichtstorpedo zum Einsatz. Zunächst war es geplant, den RUM-139 im Jahr 1989 in Dienst zu stellen, aber nach einigen fehlgeschlagenen Tests 1986 war der Zeitplan nicht mehr zu halten. Die Verzögerungen bei der Entwicklung ließen die Kosten ansteigen und führten 1988 zu einem vorläufigen Abbruch des Programms. Da aber die Entwicklung der RUM-125 Sea Lance 1990 ebenfalls eingestellt wurde, konnte die US Navy die Weiterentwicklung des RUM-139 durchsetzen.
Inzwischen hatte die Loral Company das Programm übernommen und setzte statt auf Booster auf die neuen MK-114-Mod-0-Feststoffraketentriebwerke. In Kombination mit einer verbesserten Flugsteuerung und einer Schubvektorsteuerung konnte so eine flachere Flugbahn erreicht werden, was die Fehlerquote beim Abwurf des Torpedos reduziert, da somit der Einfluss von Höhenwinden verringert wurde. Da die Versuche nun deutlich erfolgreicher verliefen, obwohl der eigentlich geplante Einsatz des Mark-50-Torpedos nicht umgesetzt werden konnte, wurden die ersten RUM-139A-Exemplare 1993 in Dienst gestellt.
1995 übernahm Lockheed Martin die Loral Company und führte die Entwicklung des RUM-139 fort. Man stellte 1996 die RUM-139B vor, die leichte Modifizierungen am Mark-46-Torpedo aufwies. 2001 begann man schließlich mit der Entwicklung von RUM-139C, das den neuen Mark-54-Torpedo verwendete. 2007 waren insgesamt über 450 RUM-139-Flugkörper ausgeliefert worden, die neben der US Navy auch von der japanischen Marine eingesetzt werden.
Die Trainingsversion der RUM-139 wird als RTM-139 geführt.